# Sarcophaga nathani
Sarcophaga nathani är en tvåvingeart som först beskrevs av Guilherme A.M.Lopes 1961.  Sarcophaga nathani ingår i släktet Sarcophaga och familjen köttflugor. Inga underarter finns listade i Catalogue of Life.